# Attila (ocell)
Attila és un gènere d'ocells de la família dels tirànids (Tyrannidae). Les espècies d'aquest gènere tenen caps grans i becs ganxots; són marcadament depredadors i agressius per la seva mida, d'aquí els noms científics i comuns, que fan referència a Àtila rei dels Huns.

## Taxonomia
El gènere Attila va ser introduït l'any 1831 pel naturalista francès René Lesson per donar cabuda a una sola espècie, l'àtila de carpó lluent, que per tant es considera l'espècie tipus. El nom del gènere prové d'Àtila el Hun que va atacar Roma i Orleans al segle V.
Segons la Classificació del Congrés Ornitològic Internacional (versió 2.5, 2010) aquest gènere està format per set espècies:
- Attila phoenicurus - àtila cua-roig.
- Attila cinnamomeus - àtila canyella.
- Attila torridus - àtila ocraci.
- Attila citriniventris - àtila ventregroc.
- Attila bolivianus - àtila ullblanc.
- Attila rufus - àtila capgrís.
- Attila spadiceus - àtila de carpó lluent.